# Локронан
Локрона́н (фр. Locronan) — коммуна во Франции, находится на юго-западе региона Бретань, в департаменте Финистер. Входит в список самых красивых деревень Франции.
Название происходит от имени святого Ронана, кельтского монаха из Ирландии, чьи мощи покоятся в церкви. Loc означает в бретонском языке место созерцания. По преданию, святой Ронан научил местных жителей ткачеству. Фактически благосостояние Локронана в средние века основывалось на производстве высококачественной парусины. Сегодня главной отраслью экономики является туризм.
В городе есть парк, названный в 2014 году именем Донасьена Лорана, французского учёного-этнографа, фольклориста, музыковеда, лингвиста.
С 1912 по 1945 год мэром города был Шарль Даниэлу (1878—1953) – французский политический и государственный деятель, писатель и поэт. В 1979 году кинорежиссёр Роман Полански снимал здесь свой фильм «Тэсс».